# Dibër (gemeente)
Dibër  is een stad (bashki) in de Albanese prefectuur Dibër. De stad telt 61.618 inwoners (2011).

## Bestuurlijke indeling
Administratieve componenten (njësitë administrative përbërëse) na de gemeentelijke herinrichting van 2015 (inwoners tijdens de census 2011 tussen haakjes):
Arras (3055) • Fushë Çidhën (2909) • Kala e Dodës (2252) • Kastriot (6200) • Lurë (1096) • Luzni (2433) • Maqellarë (10662) • Melan (3649) • Muhurr (2780) • Peshkopi (13251) • Selishtë (1605) • Sllovë (2405) • Tomin (7590) • Zall-Dardhë (1051) • Zall-Reç (681).
De stad wordt verder ingedeeld in 141 plaatsen: Arap i Poshtëm, Arap i Sipërm, Arras, Arrëmollë, Arth, Bahute, Bardhaj-Reç, Begjunec, Bellovë, Bllatë e Poshtme, Bllatë e Sipërme, Blliçe, Borie-Lurë, Borovjan, Brest i Poshtëm, Brest i Sipërm, Brezhdan, Bulaç, Burim, Ceren, Cerjan, Çernen, Cetush, Çidhën, Deshat, Dohoshisht, Dovolan, Draj-Reç, Dypjakë, Erebarë, Fushë Çidhën, Fushë e Vogël, Fushë-Kastriot, Fushë-Lurë, Fushë-Muhurr, Gradec, Grevë, Grezhdan, Grykë Nokë, Gur i Zi, Gurë-Lurë, Gur-Reç, Herbel, Hotesh, Hurdhë-Muhurr, Hurdhë-Reç, Ilnicë, Kacni, Kallë, Kandër, Kastriot, Katund i Ri, Katund i Vogël, Kërçisht i Poshtëm, Kërçisht i Sipërm, Kishavec, Kllobçisht, Kodër Leshaj, Kovashicë, KrajReç, Krej-Lurë, Kukaj,Vakuf, Kullas, Laçe, Lashkizë, Lazrej, Limjan, Lishan i Poshtëm, Lishan i Sipërm, Lugjej, Lukan, Lurë e Vjetër, Majtarë, Maqellarë, Melan, Menesh, Muhurr, Murrë, Mustafe, Ndërshenë, Nezhaj, Palaman, Pejkë, Përgjegje, Peshkopi, Pesjak, Pilafe, Pjeçë, Ploshtan, Pocest, Podgorc, Pollozhan, Popinar, Pregj-Lurë, Qa, Qafdraj, Qafë-Murrë, Rabdisht, Radomirë, Rrashnapojë, Rrenz, Rreth-Kale, Selane, Selishtë e Sipërme, Selishtë, Shënlleshën, Shimçan, Shqath, Shullan, Shumbat, Sinë e Poshtme, Sinë e Sipërme, Sllatinë, Sllovë, Sohodoll i Vogël, Sohodoll, Soricë, Staravec, Sumej, Tartaj, Tejzë, Tharkë, Tomin, Trenë, Trepçë, Trojak, Ujëmirë, Ushtelenxë, Vajmëdhej, Vasie, Venisht, Vlashej, Vleshë, Vojnik, Vrenjt, Zagrad, Zall-Dardhë, Zall-Kalis, Zall-Reç, Zdojan, Zimur.

## Geboren
- Luiza Gega (1988), atlete

Belsh · Berat · Bulqizë · Cërrik · Delvinë · Devoll · Dibër · Dimal · Divjakë · Dropull · Durrës · Elbasan · Fier · Finiq · Fushë-Arrëz · Gjirokastër · Gramsh · Has · Himarë · Kamëz · Kavajë · Këlcyrë · Klos · Kolonjë · Konispol · Korçë · Krujë · Kuçovë  · Kukës · Kurbin · Lezhë · Libohovë · Librazhd · Lushnjë · Malësi e Madhe · Maliq · Mallakastër · Mat · Memaliaj · Mirditë · Patos · Peqin  · Përmet · Pogradec · Poliçan · Prrenjas · Pukë · Pustec · Roskovec · Rrogozhinë · Sarandë · Selenicë · Shijak · Shkodër · Skrapar · Tepelenë · Tirana · Tropojë · Vau i Dejës · Vlorë · Vorë

Deelgemeenten · Gemeenten · Prefecturen